# Seven Network
 (décembre 2012).
Si vous disposez d'ouvrages ou d'articles de référence ou si vous connaissez des sites web de qualité traitant du thème abordé ici, merci de compléter l'article en donnant les références utiles à sa vérifiabilité et en les liant à la section « Notes et références ».
Pour les articles homonymes, voir Seven.
Seven Network, appelée aussi Channel Seven, est une chaîne de télévision australienne.

## Présentation globale
Elle est traditionnellement la deuxième en termes d'audience en Australie, derrière Nine Network, et devant Network Ten.
La chaîne a la particularité d'avoir une grande couverture en population, plus grande que chacune des autres chaînes hertziennes. Sa compagnie mère homonyme a récemment diversifié ses activités de mass media. La direction journalistique est à Martin Place, Sydney et son site de production principal est à Epping, dans la banlieue de nord Sydney. En 2009, ils prévoient déménager ce site vers un édifice dans l'Australian Technology Park à Redfern. La plus grande partie des programmes est émise depuis le Digital broadcast centre dans le Melbourne Docklands.

## Identité visuelle

### Logos

Logo de Seven Network depuis 2003

## Programmes
- Australia's Got Talent
- Australian Football League
- Australian Open
- Melbourne Cup
- The Magical Adventures of Quasimodo
- Young Robin Hood
- Dumb Bunnies
- La Famille Ours